# 小行星23113
小行星23113（23113 Aaronhakim）是一颗绕太阳运转的小行星，为主小行星带的小行星。该小行星于2000年1月20日发现。

## 轨道参数
小行星23113的轨道半长轴为418 065 608 km，2.7945562 UA，离心率为0.1108241。